# Inesa Kravec
Inesa Mikolajivna Kravec (ukrajinsko Інесса Миколаївна Кравець), ukrajinska atletinja, * 5. oktober 1966, Dnipropetrovsk, Sovjetska zveza.
Nastopila je na poletnih olimpijskih igrah v letih 1988, 1992 in 1996, ko je dosegla uspeh kariere z osvojitvijo naslova olimpijske prvakinje v troskoku, leta 1992 pa je osvojila srebrno medaljo. Na svetovnih prvenstvih je osvojila naslov prvakinje v isti disciplini leta 1995, na svetovnih dvoranskih prvenstvih zlato v troskoku ter srebro in bron v skoku v daljino, na evropskih prvenstvih srebro v skoku v daljino in bron v troskok ter na evropskih dvoranskih prvenstvih zlato v troskoku in bron v skoku v daljino. V letih 1993 in 2000 je bila kaznovana zaradi dopinga. 10. junija 1991 je postavila svetovni rekord v troskoku s 14,95 m, veljal je dve leti. 10. avgusta 1995 je ponovno prevzela rekord s 15,50 m, ki je še vedno dolžina veljavnega svetovnega rekorda. 